# Ouro Bobo
Ouro Bobo est un village du Cameroun situé dans la Région du Nord, dans le département de la Bénoué. Il dépend de l'arrondissement de Mayo-Hourna et de la commune de Barndaké, créée en 2007. Sa population n'est pas référencée dans le recensement de 2005 réalisé par le Bureau central des recensements et des études de population (BUCREP). 

## Climat
Ouro Bobo bénéficie d'un climat tropical avec une saison des pluies qui a lieu durant l'été. La température annuelle moyenne est de 27,7 °C et la précipitation moyenne par an est de 1 025 mm.